# Cryptostephanus
Cryptostephanus is een geslacht uit de narcisfamilie (Amaryllidaceae). De soorten  komen voor van tropisch Oost-Afrika tot in Namibië.

## Soorten
- Cryptostephanus densiflorus Welw. ex Baker
- Cryptostephanus haemanthoides Pax
- Cryptostephanus vansonii I.Verd.

... · 
Acis · 
Amaryllis · 
Boophone · 
Clivia · 
Crinum (Haaklelie) · 
Galanthus (Sneeuwklokje) · 
Hippeastrum · 
Hymenocallis · 
Leucojum (Narcisklokje) · 
Narcissus (Narcis) · 
Pancratium · 
Scadoxus · 
Sprekelia · 
Sternbergia · 
...